# Associação Atlética Acadêmica Politécnica
A Associação Atlética Acadêmica Politécnica (AAAP) é uma Entidade Esportiva Estudantil, composta pelos próprios alunos, que representa toda a Escola Politécnica. Com mais de 60 anos de história, mais de 500 alunos passaram pela gestão da AAAP, contribuindo para o desenvolvimento do esporte universitário. As cores oficiais da entidade são o azul e amarelo, enquanto o mascote é o rato.
Hoje, é uma das maiores e melhores atléticas do estado, com equipes de alto nível e grandes resultados nas competições em que participa.
Campeonatos de que participa: InterUSP, Engenharíadas, Jogos Universitários Paulistanos (JUP), Liga Esportiva Universitária Paulista (LEUP, antiga Liga ABC), Copa USP, Jogos da Liga, BichUSP, Sampira, Pauli-Poli, Jogos da Cidade, Liga Paulista de Rugby Universitário (LPRU), Liga Polista de Pólo Aquático, Torneio Universitário de Atletismo (TUNA), Liga Universitária Paulista de Atletismo Amador (LUPAA), EcoSwim, TopSwim, entre outros

## Alguns títulos importantes:
- 10 vezes campeã da InterUSP (2000/2001/2005/2006/2008/2009/2011/2014/2019/2025)
- 11 vezes campeã das Engenharíadas (2000/2002/2003/2005/2007/2009/2010/2011/2017/2018/2020)
- Campeã da Copa USP (2000/01/02/03/04/05 2012/13)
- Campeã do BichUSP (2000/2002/2003/2005/2006/2009/2012)
- Várias vezes campeã paulista universitária (FUPE)
- 4 vezes campeã do NDU (2014/2015/2019/2024)
- Campeã da InterEng feminina (1997)
- Campeã brasileira de Rugby da 2ª divisão
- Campeã brasileira de Rugby da 1ª divisão (2018)
- Campeã paulista de Rugby da 1ª divisão (2017/2018)
- Campeã paulista de futebol amador
- Ganhadora do Prêmio Jovem Brasileiro de Melhor Atlética Universitária (2012)

## História
A AAAP foi fundada no dia 10 de maio de 1956, e desde então é o órgão oficial de representação esportiva da Poli-USP. Suas funções antes dessa data eram exercidas pelo Grêmio Politécnico. Por isso, a história do esporte politécnico percorre tempos mais antigos.
O principal objetivo da entidade é fomentar o esporte universitário. Diante disso, todas suas atividades têm essa finalidade. Em 1940, por exemplo, um grupo de estudantes da Escola Paulista de Medicina e da Escola Politécnica se reuniu com o intuito de programar e organizar uma competição. Foram estes os idealizadores da primeira edição da Pauli-Poli, denominada "competição majestade do esporte universitário brasileiro", uma das mais tradicionais competições universitárias que chamava a atenção dos paulistanos, tanto pelo nível esportivo como pelos eventos paralelos que ocorriam. Tal competição ocorre até os dias de hoje, tendo sua última edição em 2019.
Seguindo essa linha, em 1972, a AAAP junto com a Escola da Educação Física da USP iniciou o movimento para fundar a Liga Atlética Acadêmica da USP (LAAUSP), principal órgão de regimento esportivo da Universidade de São Paulo, responsável, entre outras funções, pela organização de campeonatos entre as Associações Atléticas Acadêmicas das faculdades da USP e pela seleção de alunos para a composição das “seleções USP”. Atualmente a LAAUSP conta com 27 atléticas filiadas, e campeonatos consolidados como o Bichusp e a Copa USP. A AAAP participa de todas as edições dos campeonatos organizados por ela, além de possuir inúmeros atletas que são escolhidos entre os melhores da USP em sua modalidade.

Mascote da Atlética

Em 1985, foram iniciadas as disputas da InterUSP, competição da qual a AAAP é membro-fundadora. O primeiro título para a Poli veio somente no ano de 2000. Até os dias de hoje, apenas a Escola Politécnica e a Medicina Pinheiros sagraram-se campeãs da Interusp, justificando então a maior rivalidade da competição. A Poli conquistou nove edições da Interusp, sendo a última em 2019.
Em 2010, foi constituído o Novo Desporto Universitário (NDU) um campeonato semestral, que conta com a participação ativa das principais atléticas do estado de São Paulo. O NDU conta com as modalidades de quadra (basquete, futsal, handebol e voleibol), além do futebol de campo, xadrez, atletismo, natação, rugby, tênis de campo e tênis de mesa. A AAAP participa do NDU desde o segundo semestre de 2011, e coleciona inúmeros títulos nas modalidades, além dos títulos gerais de 2014, 2015, 2018 e 2019 sendo a atlética que mais vezes foi campeã geral da competição.
A AAAP se mantém sempre entre os finalistas dos principais campeonatos universitários, se destacando não apenas nas praças esportivas, mas nas construções e conquistas no desenvolvimento do esporte. Disputa diversos campeonatos externos e organiza campeonatos internos, com a finalidade de integrar os alunos por meio do esporte. Possui equipes de Atletismo, Basquete, Beisebol, E-Sports, Futebol de Campo, Futebol de Salão, Handebol, Judô, Jiu-Jitsu, Karatê, Natação, Polo Aquático, Softbol, Taekwondo, Tênis de Campo, Tênis de Mesa, Voleibol e Xadrez.

## Organização Interna
Internamente, a AAAP é organizada em três grandes áreas, sendo elas: esportivo, administrativo e social.
O Esportivo é a área responsável pela assessoria de todas as modalidades. Dentre as inúmeras tarefas tem-se: garantir a participação de todas as modalidades nos campeonatos, cuidar de toda a inscrição das equipes, realizar a comunicação com a organização do campeonato e repassar as informações para as modalidades, garantir locais para os atletas treinarem, além de organizar os Inters. Os Inters, também conhecidos como “jogos universitários”, são competições organizadas integralmente pelas atléticas participantes, e ocorrem em feriados de três ou quatro dias em cidades do interior.
O Administrativo é a área responsável por toda a administração da Atlética, englobando áreas como o Patrocínio, o Patrimônio, a Tesouraria e a Comunicação. Diariamente tem a missão de ir em busca de patrocínios para os campeonatos e eventos, organizar eventos, manter ativa a lojinha da AAAP, organizar a sede da entidade, cuidar de toda a parte de marketing e divulgação, e muito mais.
Já a área social da atlética tem como principal objetivo garantir a vivência universitária para todos os alunos da Poli. Trabalha sempre em busca da igualdade na universidade, através de campanhas e da conscientização dos alunos, levando essas questões para o ambiente esportivo universitário. Além disso, a entidade tem o compromisso de retornar algo para a sociedade e sempre procura realizar ações sociais.

## Espaço Físico
Todo esse trabalho é realizado principalmente na sede da entidade. A sede da AAAP é localizada no primeiro andar do biênio, ao lado do Grêmio. Sua entrada é marcada por um grafitti que contempla todos os nove títulos da Interusp. O espaço é dividido em duas salas principais. Temos a sala de reunião, onde todos os assuntos sérios são tratados, além de reuniões com patrocinadores. Mas, entrando na sede logo vemos nossa famosa lojinha, onde é possível adquirir os produtos azuis e amarelos para desfilar com o orgulho de ser politécnico onde quer que seja. Além da lojinha, a sede também está equipada com os sofás mais confortáveis de toda a Poli, junto com um Playstation e uma televisão, o local perfeito para uma pausa entre as aulas.

## Projetos e Eventos

### Interusp
Atualmente a principal competição do calendário das equipes da Poli. Acontece anualmente no feriado do Corpus Christi em uma cidade do interior de São Paulo, entre 9 das maiores AAAs da USP: AAA Oswaldo Cruz (Medicina Pinheiros), AAA Visconde de Cairu (Faculdade de Economia e Administração - FEA), AAA XI de Agosto (Faculdade de Direito do Largo São Francisco), AAA Rocha Lima (Medicina Ribeirão Preto), AAA XV de Janeiro (Odontologia), AAA Farmácia e Bioquímica (Farmácia), Atlética CAASO (USP de São Carlos) e AAA Luiz de Queiroz (ESALQ). Participam da INTERUSP 25 modalidades, aproximadamente 1000 (mil) atletas e 4 mil atletas/torcedores, movimentando economicamente a cidade-sede. A colocação das equipes em determinada modalidade soma pontos para determinar, ao final, a AAA campeã.

### Engenharíadas
O Engenharíadas (ou Engenhas, como é popularmente conhecido) é a disputa entre as maiores faculdades de engenharia de São Paulo. É uma das jovens competições que a Poli fundou em 1999 e da qual participou até 2011, deixando de participar até 2016 por problemas internos da Comissão Organizadora seguidos da extinção da competição. Com a ausência de um campeonato que fomentasse a rivalidade entre as engenharias, o Engenhas voltou a ser realizado com a presença da Poli em 2017. Desde então, a Poli é campeã, ganhando os títulos em 2017 e 2018, e completando 10 taças. Em 2019, o Engenhas não ocorreu por diversas razões, e tudo caminhava para não ocorrer novamente em 2020 devido à pandemia. Porém, neste ano tão atípico foi criado o E-Engenharíadas o qual contou com modalidades de e-sports como LoL, Valorant, CS e Fifa, além da competição de Xadrez. A Poli se sagrou campeã dessa primeira edição totalmente online com um desempenho brilhante de sua equipe de E-Sports, a Poli Plague.

### Tusca
A Taça Universitária de São Carlos, conhecida como Tusca, é um dos maiores jogos universitários do país, e é famoso por suas festas gigantescas. Foi fundado pelas associações atléticas da USP São Carlos (CAASO) e da Universidade Federal de São Carlos (Ufscar). As duas atléticas organizam todos os anos a competição e contam com a participação de quatro atléticas, convidadas anualmente, para elevar o nível esportivo da competição. A AAAP é convidada desde 2018, e nas duas edições que participou (2018 e 2019) acabou com o terceiro lugar.

### Rato do Ano
O Rato do Ano é um evento realizado ao fim de cada ano que tem como objetivo valorizar as modalidades e os atletas destaques do ano. É realizada uma premiação para um destaque em cada uma das modalidades, além de premiações gerais como bixo e bixete do ano, rato e rata do ano e DM do ano.

### Festa da Senha
A Festa da Senha é uma festa organizada todos os anos pela AAAP. O seu diferencial é que na entrada da festa, todos recebem uma senha. Caso as pessoas com as senhas correspondentes se encontrem, ambos ganham uma bebida. E ainda, caso o casal se beije, ambos ganham uma bebida especial. É uma data marcada no calendário politécnico.

### Dia da AAAP
É o primeiro contato dos novos bixes com a atlética e com o esporte universitário. Ocorre durante a semana de recepção da Escola Politécnica (geralmente na quinta-feira). O dia se inicia com uma palestra para os mais novos ingressantes, mas não é qualquer palestra. Nela, são passados vídeos e são ensinados os cantos da nossa torcida. Com a participação especial da Peste Negra, nossa torcida organizada, e da Rateria, a nossa bateria, os novos ingressantes já conseguem sentir o orgulho de ser politécnico. Saindo da palestra, os calouros são encaminhados para o famoso Bandejão, onde almoçam pela primeira vez enquanto conversam com os veteranos. Segundo a programação, após o almoço ocorre a primeira visita dos bixes ao CEPE (Centro de Práticas Esportivas da USP), onde é feito um tour pelas modalidades. Chegando ao final do dia, todos vão juntos ao famoso pedágio, momento em que os bixes pedem dinheiro no farol enquanto conversam com veteranos e fazem suas primeiras amizades. Para encerrar, uma merecida Cervejada para relaxar e sentir-se acolhido pela Poli. É conhecido como o melhor dia da semana de recepção.

### Copa AAAP
Durante o ano são realizadas as famosas Copas AAAP. São campeonatos internos das mais diversas modalidades (Futsal, Fifa, Poker, entre outras) que visam incentivar o esporte universitário dentro da própria Poli.